# ادوآرت تولدرا
اِدوآرت تولدرا (کاتالونیایی: Eduard Toldrà؛ تلفظ کاتالان: [əðuˈart tuɫˈdɾa]؛ ۷ آوریل ۱۸۹۵ – ۳۱ مه ۱۹۶۲) یک رهبر ارکستر، آهنگساز، و کنسرت مایستر کاتالان اهل اسپانیا بود.
وی نقش مهمی در فرهنگ بارسلون ایفا کرد. در سال ۱۹۴۴ میلادی، «ارکستر سمفونیک بارسلون» را در قصر موسیقی کاتالان پایه‌گذاری کرد. او همچنین، یکی از داوران پابرجای «رقابت‌های بین‌المللی موسیقی ماریا کانالس» بود.
از شاگردان او می‌توان به «آنتونی رُس-ماربا» و «شابیه مونسالباجه» اشاره نمود.
امروزه، دست‌نوشته‌های او در «کتابخانهٔ ملی کاتالونیا» در بارسلون نگهداری می‌شود.